# Янаки Илиев (Свиленград)
Вижте пояснителната страница за други личности с името Янаки Илиев.
 Тази статия е за свиленградския деец на ВМОРО.  За дойранския вижте Янаки Илиев (Дойран).  За тиквешкия вижте Янаки Илиев (Кавадарци).
Янаки Илиев с псевдоним Стоил Миров е български революционер, деец на Вътрешната македоно-одринска революционна организация.

## Биография
Янаки Илиев е роден в Свиленград в Османската империя, днес в България. По професия е обущар. Завършва VI клас в Пловдивската гимназия. Влиза във ВМОРО в 1896 година. От 1898 до началото на 1901 година е председател на околийския революционен комитет в Свиленград.
Убит е на 21 юли от турски части при окупацията на Свиленград по време на Междусъюзническата война в 1913 година.